# Dicranopygium microcephalum
Dicranopygium microcephalum là một loài thực vật có hoa trong họ Cyclanthaceae. Loài này được (Hook.f.) Harling miêu tả khoa học đầu tiên năm 1954.